# Luperina tardenota
Luperina tardenota là một loài bướm đêm trong họ Noctuidae.